# Strymon fentoni
Strymon fentoni är en fjärilsart som beskrevs av Butler 1881. Strymon fentoni ingår i släktet Strymon och familjen juvelvingar. Inga underarter finns listade i Catalogue of Life.